# Аккулы
Аккулы (каз. Аққулы, до 1996 года — Лебяжье, до 2018 года — Акку) — село в Павлодарской области Казахстана, административный центр Аккулинского района (с 1939 года). Административный центр и единственный населённый пункт сельского округа Аккулы. Расположен на реке Иртыш, на автомобильной трассе Павлодар — Семей в 122 км к юго-востоку от Павлодара. Код КАТО — 555230100.

## История
Жизнь на территории района была значительно раньше основания населённого пункта. В 1951 году на правом берегу реки Иртыш в 2 км к югу от села, на глубине 1,5 м были обнаружены кости человека с наличием неандертальских черт в строении челюсти. В 1952 году Э. Р. Рыгдалон доисследовал погребение, нашёл остальные кости скелета и глиняный сосуд в форме горшка с типичным андроновским орнаментом. Сначала находку отнесли к эпохе палеолита (30 тыс. лет назад), но впоследствии было доказано, что человек жил в эпоху бронзы (XVIII—XIII вв. до н. э.).
В августе 1744 года казаками был заложен редут «Лебяжье озеро», с 1745 года — Лебяжий редут, один из опорных пунктов на Иртышской укреплённой линии. Редут получил название по озеру Лебяжье, на котором гнездились лебеди, сейчас это озеро не существует.
До 1928 года казачий посёлок, волостной центр в Семипалатинском уезде, с 1928 года входил в состав Сейтеновского, затем Коряковского района Павлодарского округа, с 1932 года — в Бишкарагайском районе Восточно-Казахстанской области, с 1938 года — в Павлодарской области. С 1939 года административный центр Лебяжинского района Павлодарской области.

## Население
В 1985 году население села составляло 3729 человек, в 1999 году — 3605 человек (1857 мужчин и 1748 женщин). По данным переписи 2009 года в селе проживало 2940 человек (1395 мужчин и 1545 женщин).
На начало 2019 года население села составило 2661 человек (1281 мужчина и 1380 женщин).